# Tatort: Deserteure
Deserteure ist ein Fernsehfilm aus der Krimireihe Tatort. Es ist der sechste Fall der Düsseldorfer Ermittler Flemming, Koch und Ballauf und die 285. Tatortfolge. Der vom Westdeutschen Rundfunk produzierte Beitrag wurde am 19. Dezember 1993 auf Das Erste zum ersten Mal gesendet. Flemming und sein Team haben es mit den Morden an einem Waffenhändler und dem Sohn eines ehemaligen Einbrecherkönigs zu tun.

## Handlung
Die ehemaligen Einbrecher Hans Gebhardt und Kalle Maisch hielten einst Düsseldorf in Atem. Allerdings gingen sie stets so geschickt vor, dass ihnen nie etwas nachgewiesen werden konnte. Die beiden haben sich längst zur Ruhe gesetzt. Hans Gebhardt betreibt mit seinem Sohn Axel eine Autowerkstatt, während sein Freund und ehemaliger Komplize Kalle Maisch im Altersheim lebt und ein Maleratelier betreibt. Hans sieht es nicht gerne, dass sein Sohn, gegen den schon mehrfach wegen Einbruchs ermittelt wurde, ebenfalls in kriminelle Geschäfte verwickelt ist.
Axel hat einen Koffer Falschgeld in großen Scheinen besorgt und trifft sich mit Charly, der als V-Mann für die Polizei fungiert. Axel versteckt sich mit dem Falschgeld in Charlys Wohnmobil; der unter den Augen von BKA-Beamten zu einem kleinen Sportflugplatz fährt, um mit einem Gangster einen Deal mit Uran für den Bau einer Atombombe abzuschließen. Charly lässt den Gangster zur Geldübergabe ins Wohnmobil einsteigen, behauptet aber vor diesem, dass es sich um Falschgeld handele. Als der Gangster fliehen will, wird er auf der Flucht vor den draußen lauernden Beamten von Charly aus dem Hinterhalt erschossen. Der im Wohnmobil versteckte Axel tauscht das echte Geld des Gangsters gegen das von ihm besorgte Falschgeld aus. Flemming wird zum Tatort gerufen. Sein BKA-Kollege Schröder gibt sich zerknirscht, da sie den Gangster lebend gebraucht hätten, um an die Hintermänner des Deals zu kommen. Die BKA-Leute haben unterdessen, wie von Charly geplant, das Falschgeld sichergestellt und glauben, es stamme vom Gangster. Charly und Axel fahren indes mit dem Wohnmobil und dem echten Geld aus dem Deal davon. Axel drängt auf eine sofortige Aufteilung der Beute, doch Charly vertröstet ihn auf ein Treffen am Abend. Anstatt mit Axel die Beute zu teilen, sprengt Charly ihn mit Plastiksprengstoff in dessen eigener Wohnung in die Luft.
Flemming muss dem ihm aufgrund seiner Vergangenheit bekannten Hans Gebhardt die traurige Nachricht überbringen. Der behauptet, von kriminellen Machenschaften seines Sohnes nichts zu wissen. Auch Kalle schweigt Flemming gegenüber. Flemming macht sich wegen Hans‘ Reaktion auf den Tod seines Sohnes Sorgen. Er ist überzeugt davon, dass Hans gemeinsam mit Kalle Rache nehmen wird, wenn die Polizei nicht schneller ist. Obwohl Hans nicht will, dass Kalle sich in seinen Racheplan gegen Charly einmischt, findet Kalle Charly in einer Bar im Rotlichtviertel. Als Kalle Charly auf Axel und den Mord anspricht, reagiert dieser aggressiv und schlägt Kalle nieder. Kriminalkommissarin Miriam Koch, die auf Flemmings Anweisung hin Kalle beobachtet hat, kann mit den alarmierten Kollegen Charly festnehmen. Der gibt sich vor den Beamten als V-Mann des BKA zu erkennen und sagt aus, er müsse brutal auftreten, um nicht aufzufliegen. Von Axel Gebhardt und dem Anschlag will er lediglich aus der Zeitung erfahren haben, auch wisse er nicht, wer den Gangster auf dem Flugplatz erschossen habe. Die Beamten müssen ihn gehen lassen.
Kriminalhauptmeister Ballauf sieht sich nun in der Spielerszene, in der Axel aktiv war, um und kann einen Spielpartner Axels ausmachen, der eine Druckerei besitzt und Ballauf beim Spiel eine Blüte anstatt echtem Geld angedreht hat. Bei seiner Vernehmung erfahren die Beamten, dass er in Geldnot ist und daher für Axel in seiner Druckerei zwei Millionen DM Falschgeld hergestellt hat. Somit ist den Ermittlern klar, dass Charly mit Axel zusammen das Geld umgetauscht haben muss, da der Waffenhändler für eine Geldwäsche genügend Schwarzgeld zur Verfügung gehabt hätte. Außerdem hätte er, wenn er mit Blüten hätte zahlen wollen, eine bessere Qualität verwendet.
Unterdessen eröffnet Kalle seinem Freund Hans, dass er an einem unheilbaren Tumor leidet und nur noch ein paar Monate zu leben hat. Hans sucht nun seinen griechischen Freund, den Schmuckhändler „Dimi“, auf und erzählt ihm von seinem Racheplan. Da Charly auch einem Landsmann von Dimi einen schmutzigen Deal angeboten hatte, kann Dimi Hans dessen Adresse mitteilen. Mit Kalles Hilfe kann er Kommissarin Koch, die ihn beschattet, abschütteln und Charly in einem entlegenen Haus mit seinem alten Gewehr überwältigen. Am nächsten Morgen holt Hans Kalle mit der Beute im Gepäck ab und reist mit ihm zusammen nach Griechenland. Hans und Kalle waren als junge Wehrmachtssoldaten bei der Folter von Dimis Vater anwesend. Als ihr Vorgesetzter Dimis Vater und Dimi erschießen wollte, erschlug Kalle den Wehrmachtsoffizier. Die beiden befreiten ihre griechischen Gefangenen und fanden bei ihnen als Deserteure Unterschlupf bis Kriegsende. Nach dem vollendeten Racheplan werden sie erneut in Griechenland aufgenommen, diesmal bis an ihr Lebensende.
Unterwegs ruft Hans Flemming an und sagt ihm, wo er Charly findet. Er hat ihn am Leben gelassen, damit er von der Justiz gerichtet wird. Flemming wünscht seinen beiden alten Rivalen viel Glück und lässt sie ohne Fahndung nach Griechenland ziehen. Während Flemming Charly findet und wegen zweifachen Mordes festnimmt, werden Hans und Kalle von ihren griechischen Freunden wie Helden empfangen und können dort ein Haus am Meer beziehen.

## Hintergrund
In einer Szene wird die Haupthalle des Düsseldorfer Hauptbahnhofs gezeigt. Dabei ist die alte Anzeigetafel mit Fallblattanzeige zu sehen, die bis zu den Renovierungsarbeiten 2008–2009 in Betrieb war. Das Lied "Irgendwo im Süden", das im Verlauf der Folge länger und dann im Abspann zu hören ist, stammt von Stefan Waggershausen.

## Rezeption

### Einschaltquoten
Die Erstausstrahlung des Tatort Deserteure am 19. Dezember 1993 wurde in Deutschland insgesamt von 9,32 Millionen Zuschauern gesehen und erreichte damit einen Marktanteil von 26,60 %.

### Kritiken
Die Kritiker der Fernsehzeitschrift TV Spielfilm beurteilen die Folge positiv und kommentieren: „Bloß nicht desertieren, der Krimi lohnt sich!“